# Rosario Assunto
Rosario Assunto, né le 28 mars 1915 à Caltanissetta et mort le 24 janvier 1994 à Rome, est un philosophe italien, spécialiste d'esthétique, dont le travail porte notamment sur le Moyen Âge, les Lumières et le romantisme. Près d'un tiers de son œuvre est consacrée aux jardins et au paysage.

## Biographie
Rosario Assunto s'est d’abord consacré à des études de droit pour répondre au désir de son père, avocat, tout en commençant une activité de critique de cinéma et de théâtre, avant de se tourner vers la philosophie qu’il étudia avec Pantaleo Carabellese, spécialiste de Kant enseignant alors à Rome.
Il commence une carrière d’enseignant, momentanément interrompue par l’éclatement de la guerre durant laquelle il effectue son service militaire au côté d’Oscar Luigi Scalfaro, futur président de la République italienne.
Au lendemain de la guerre, il reprend l’enseignement, écrit des articles pour les quotidiens Italia socialista puis Il Giornale et signe ses premières publications scientifiques, qui portent notamment sur la littérature, l’existentialisme et des questions de pédagogie. Son intérêt pour la poésie et les arts l’a poussé à se spécialiser dans le domaine de l’esthétique. Il est nommé en 1956 professeur à la toute nouvelle faculté de lettres de l’université d’Urbino, poste qu’il occupera jusqu’en 1981. Sespremiers recueils d’essais, Forma e destino (1957) et L’integrazione estetica (1959), sont publiés par les éditions de « Comunità », le mouvement fondé en 1947 par l’industriel, écrivain et urbaniste Adriano Olivetti, qui prône une série de réformes sociales et politiques : Assunto est à ce moment très lié à ce groupe d’intellectuels d’avant-garde et participe même à la direction politique du mouvement.
Durant les années de contestation étudiante, Assunto décide de ne pas modifier son enseignement, critiqué par certains comme « élitiste », ce qui lui vaudra l’estime et la sympathie de certains militants du mouvement étudiant. De 1968 à 1970, il fait paraître des billets d’humeur dans la revue florentine Il Ponte, sous le titre général I veleni del filosofo (Les venins du philosophe). Il continue à publier diverses études de théorie et d’histoire de l’esthétique qui concernent entre autres Vico, Winckelmann, Schelling, Hegel, Gentile et son maître Carabellese, et dont une partie sera rassemblée dans Filosofia del giardino e filosofia nel giardino, recueil édité en 1981.
La même année, il obtient la chaire d’histoire de la philosophie italienne à l’université La Sapienza à Rome. En 1984 paraissent coup sur coup un livre sur la vérité et la beauté dans l’esthétique et la poétique du néoclassicisme et du premier romantisme en Italie (Verità e bellezza nelle estetiche e nelle poetiche dell'Italia neoclassica e primoromantica) ; un recueil d’essais sur l’esthétique du paysage au XVIIIe siècle (Il parterre e i ghiacciai) ; un volume sur l’idée et les poétiques de la ville à travers l’histoire qui intègre des contributions antérieures sur l’urbanisme (La città di Anfione e la città di Prometeo) ; enfin un choix d’études critiques sur la poésie (La parola anteriore come parola ulteriore).
En 1991, l’ensemble de son œuvre sur le jardin et le paysage et ses prises de position en faveur de leur reconnaissance sont récompensés par le Premio Internazionale Carlo Scarpa per il Giardino, décerné par la Fondazione Benetton Studi Ricerche de Trévise : « à Rosario Assunto et à sa bataille d’idées pour la bonne gouvernance, le soin et la défense des jardins et des paysages ; pour l’affirmation de leur valeur non substituable en tant que patrimoine de mémoire et lieux pensés et réalisés pour vivre la contemplation », récompense qui se voulait fortement symbolique puisque le jury entendait ainsi rappeler « la diversité des armes », y compris celle de la « pure spéculation », avec lesquelles « on peut participer à la construction d’une sensibilité plus profonde et critique de l’homme envers la nature ».
Vivant de plus en plus isolé dans son logement de Rome après la disparition de son épouse, l'historienne de l'art Wanda Gaeta, il meurt d'une tumeur à l'âge de soixante-dix-huit ans .

### Principales œuvres
- 1950
  - L’educazione estetica, Milan, Viola, 1950.
  - Educazione pubblica e privata, Milan, Viola, 1950.
- 1952
  - La pedagogia greca, Milan, Viola, 1952.
- 1957
  - Forma e destino, Milan, Edizioni di Comunità, 1957 (rééd. Rome, Fondazione Piazzolla, 1994, avec une préface d’Ornella Sobrero et une notice de Vittorio Stella).
- 1959
  - L’integrazione estetica. Studi e ricerche, Milan, Edizioni di Comunità, 1959.
- 1960
  - Teoremi e problemi di estetica contemporanea (con una premessa kantiana), Milan, Feltrinelli, coll. « Università degli Studi di Urbino, Studi filosofici » (no 2), 1960.
- 1961
  - La critica d’arte nel pensiero medievale, Milan, Il Saggiatore, 1961.
- 1962
  - Estetica dell’identità. Una lettura della Filosofia dell’arte di Schelling, Urbino, STEU, 1962.
- 1963
  - Giudizio estetico, critica e censura. Meditazioni e indagini, Florence, La Nuova Italia, 1963.
  - Die Theorie des Schönen im Mittelalter, Cologne, Du Mont, 1963 (rééd. 1981 ; trad. serbe, Belgrade, 1975).
- 1967
  - Stagioni e ragioni nell’estetica del Settecento, Milan, Mursia, 1967 (trad. espagnole partielle, Madrid, Visor, 1990).
- 1968
  - L’automobile di Mallarmé, e altri ragionamenti intorno alla vocazione odierna delle arti, Rome, Edizioni dell’Ateneo, 1968.
- 1972
  - Furori romantici in giardini rococò. Rilievi sul gusto del Settecento fra Rousseau e i due Schlegel, Pescara, 1972.
- 1973
  - L’antichità come futuro. Studio sull’estetica del neoclassicismo europeo, Milan, Mursia, 1973 (rééd. avec une introduction de Fabrizio Desideri, Milan, Medusa, coll. « Le porte regali » (no 3), 2001 ; trad. espagnole Zosimo Gonzalez, La Antigüedad como futuro : estudio sobre la estética del neoclasicismo europeo, Madrid, Visor, 1990).
  - II paesaggio e l’estetica. I. Natura e Storia – II. Arte, Critica e Filosofia, Naples, Giannini editore, coll. « Geminae ortae » (n° XIV), 2 vol., 1973 (trad. roumaine Olga Marculescu, Peisajul si estetica, Bucarest, Meridiane, 1986). Le chap. 8 (« L’idea di paesaggio assoluto e il giardinaggio come arte »), le chap. 9 (« Il giardinaggio come arte e come filosofia », ) et le chap. 10 (« Il giardinaggio come filosofia e l’agonia della natura ») du vol. II sont repris et mis à jour dans Rosario Assunto, Ontologia e teleologia del giardino, 1988, p. 39-76, 77-107 et 109-142. Les autres chapitres sont réédités et mis à jour dans Rosario Assunto, II paesaggio e l’estetica, Palerme, Novecento, coll. « Biblioteca Narciso d’oro », 1994.
- 1974
  - Un esempio di considerazioni (volutamente) anacronistiche sulla poesia, s.l., Milella, 1974.
- 1975
  - Ipotesi e postille sull’estetica medievale. Con alcuni rilievi su Dante teorizzatore della poesia, Milan, Marzorati, 1975.
  - Libertà e fondazione estetica. Quattro studi filosofici, Rome, Bulzoni, 1975.
  - Theorie der Literatur bei Schriftstellern des 20. Jahrhunderts, Reinbek bei Hamburg, Rohwolt, 1975.
- 1977
  - Intervengono i personaggi (col permesso degli autori), Naples, Società Editrice Napoletana, 1977 (nouvelle édition: Turin, Aragno éditeur, 2019, avec une postface de Emanuele Cutinelli-Rendina).
- 1978
  - Specchio vivente nel mondo (Artisti stranieri in Roma, 1600-1800), Rome, De Luca Editore, 1978.
- 1979
  - Infinita contemplazione. Gusto e filosofia nell’Europa barocca, Naples, Società Editrice Napoletana, coll. « Studi e testi di teoria e critica dell’arte » (n° VII), 1979 (trad. roumaine Universul ca spectacul, Bucarest, Meridiane, 1983).
- 1981
  - Filosofia del giardino e filosofia nel giardino. Saggi di teoria e storia dell’estetica, Rome, Bulzoni, coll. « Biblioteca di cultura » (no 188), 1981 (trad. roumaine, Bucarest, Meridiane, 1988).
- 1984
  - La città di Anfione e la città di Prometeo. Idea e poetiche della città, Milan, Jaca Book, 1984 (rééd. 1997, coll. « Di fronte e attraverso. Saggi di architettura » (no 120)  ; trad. roumaine, Bucarest, Meridiane, 1988).
  - La parola anteriore come parola ulteriore, Bologne, Il Mulino, coll. « Aesthetica – Centro Internazionale di Estetica di Palermo » (no 11), 1984.
  - Il parterre e i ghiacciai. Tre saggi di estetica sul paesaggio del Settecento, Palerme, Novecento, coll. « Logos » (no 3), 1984 (trad. roumaine Olga Marculescu, Gradini si ghetari. Trei eseuri de estetica destre peisajul secolului al XVIII-lea, Bucarest, Meridiane, 1988).
  - Verità e Bellezza nelle estetiche e nelle poetiche dell’Italia neoclassica e primoromantica, Rome, Edizioni Quasar, coll. « Arti poetiche in Italia nell’età moderna e contemporanea », 1984.
- 1986
  - Sorgenti teoriche e problemi dell’arte cristiana, Milan, Vita e Pensiero, 1986.
- 1987
  - Leonardo Cammarano « Natura e cultura », Rome, Enne, 1987.
- 1988
  - Leopardi e la « Nuova Atlantide », Naples, Istituto Suor Orsola Benincasa / Edizioni Scientifiche Italiane, 1988.
  - Ontologia e teleologia del giardino, Milan, Guerini e Associati, coll. « Kepos » (no 2), 1988 (introduction de Massimo Venturi Ferriolo ; rééd. 1990, 1994 ; trad. espagnole Mar García Lozano, introduction de Miguel Cerepeda, Madrid, Editorial Tecnos, 1991).
- 1990
  - La natura, le arti, la storia. Esercizi di estetica, Milan, Guerini Studio, coll. « Scenari dell’arte » (no 2), 1990.
- 1991
  - Giardini e rimpatrio, Un itinerario ricco di fascino attraverso le ville di Roma, in compagnia di Winckelmann, di Stendhal, dei Nazareni, di D’Annunzio, Rome, Newton Compton editori, coll. « Quest’Italia. Collana di storia, arte e folclore » (no 162), 1991.
- 1993
  - La Bellezza come Assoluto, l’Assoluto come Bellezza. Tre conversazioni a due o più voci, Palerme, Novecento, coll. « Narciso » (no 50), 1993.
- 1994
  - Il paesaggio e l’estetica, Palerme, Novecento, coll. « Biblioteca Narciso d’oro », 1994 (mise à jour de l’édition de 1973).

### Traductions en français
- Retour au jardin. Essais pour une philosophie de la nature, 1976-1987, textes réunis, traduits de l’italien et présentés par Hervé Brunon, Paris / Besançon, Les Éditions de l’Imprimeur, coll. « Jardins et Paysages », 2003, 205 p.